# Saint-Léger-lès-Authie
Saint-Léger-lès-Authie is een gemeente in het Franse departement Somme (regio Hauts-de-France) en telt 90 inwoners (2009). De plaats maakt deel uit van het arrondissement Amiens.

## Geografie
De oppervlakte van Saint-Léger-lès-Authie bedraagt 4,4 km², de bevolkingsdichtheid is dus 20,5 inwoners per km².
De onderstaande kaart toont de ligging van Saint-Léger-lès-Authie met de belangrijkste infrastructuur en aangrenzende gemeenten.

## Demografie
Onderstaande figuur toont het verloop van het inwonertal (bron: INSEE-tellingen).